# Tupik (Sverdlovsk)
|  | Per a altres significats, vegeu «Tupik». |

Tupik (en rus: Тупик) és un poble (un possiólok) de l'óblast de Sverdlovsk, a Rússia, segons el cens del 2010 tenia 2 habitants.